# جونا هاوئر کینگ
جونا هاوئر کینگ (به انگلیسی: Jonah Hauer-King) (زاده ۳۰ مهٔ ۱۹۹۵) بازیگر انگلیسی است.
از کارهای معروف او می‌توان به بازی در فیلم‌های خاکستر در برف، مسیر بازگشت یک سگ به خانه، آهنگ نام‌ها، پری دریایی کوچولو، ویلیام تل، سه‌نفره و ایفای نقش اصلی در مینی‌سریال خالکوب آشویتس (۲۰۲۴) اشاره کرد.